# Mizanur Rahman Khan
Mizanur Rahman Khan (outubro de 1967 - 11 de janeiro de 2021) foi um jornalista do Bangladesh. Ele nasceu em outubro de 1967 em Nalchiti, Jhalokathi e morreu de complicações relacionadas com COVID-19 durante a pandemia de COVID no Bangladesh em janeiro 2021.
Khan também foi investigador da guerra de libertação de 1971.